# کانتون‌های اکوادور
کانتون‌های اکوادور (انگلیسی: Cantons of Ecuador) زیربخش سطح-دوم پایین‌تر از استان در تقسیمات کشوری اکوادر است. اکوادر دارای ۲۲۱ کانتون می‌باشد.